# Union-Yacht-Club Attersee
Der Union-Yacht-Club Attersee (UYCAs) ist mit 1050 Mitgliedern (Stand März 2018) einer der größten und mit über 130 Jahren Clubgeschichte einer der ältesten Yachtclubs Österreichs. Die konstituierende Sitzung fand am 21. April 1886 statt.

## Aktivitäten
Schon einige Jahre in Folge ist der UYCAs der sportlichste Verein in der Wertung des Österreichischen Segel-Verbandes (ÖSV).
In Kooperation mit dem ASVÖ Attersail Team werden die Jugendbootsklassen Optimist, Zoom 8, Europe, Laser (radial) und 420er betreut. Dies umfasst sowohl die Vorbereitung durch Trainingsveranstaltungen als auch die Unterstützung bei Regatten.
Auch international beteiligen sich Segler der olympischen Klassen wie Laser und Laser radial, Finn, Tornado, Soling und dem Star an Regattaveranstaltungen.
Außerdem besitzt der UYCAs die größte Drachenflotte Österreichs, welche zusammen mit der Atterseeflotte der Starboote zu den Erfolgen des Clubs beiträgt. 
Besonderes Augenmerk wird auch auf den Erhalt alter Traditionsklassen, hier vor allem der Sonderklasse, gelegt. Viele dieser alten Rennyachten werden von ihren Eignern im Rahmen des Clubgeschehens gepflegt, erhalten und vor allem regelmäßig regattamäßig bewegt. Dazu gehören die Hagen (Baujahr 1913) oder die Vidi II (Baujahr 1902).

## Vereinsgelände
Das Clubgelände liegt am Westufer des Attersee im Ortsteil Aufham der Gemeinde Attersee. Die Veranstaltungen des Clubs führen zu über 20.000 Übernachtungen pro Saison und tragen maßgeblich zum Tourismus in der Region bei.

## Vereinsgeschichte
Zahlreiche Weltmeister-, Europameister- und Staatsmeistertitel wurden von den aktiven Sportlern des UYCAs seit Bestehen des Clubs ersegelt. Zu ihnen gehören der Shark-24-Weltmeister Anton Stader (1983) sowie seit 2000 der Segelprofi Andreas Hagara (* 1964), der 1987 Weltmeister im Tornado wurde, bis 2003 14 Medaillen bei Welt- und Europameisterschaften errang und inzwischen Taktiker des Offshore-Teams Astrosailing ist.

## Belege
1. ↑  Weltmeister bzw. World-Cupsieger auf Österreichische Shark24 Klassenvereinigung (abgerufen 28. September 2007)
2. ↑  Andreas Hagara auf astrosailing (abgerufen 28. September 2007) (Seite nicht mehr abrufbar, festgestellt im Januar 2019. Suche in Webarchiven)